# FOL
FOL er en sang skrevet af Billy Corgan og indspillet af Smashing Pumpkins i 2007 samtidig med indspilningerne til albummet Zeitgeist. Sangen blev udgivet for første gang i en Hyundai-reklame under Super Bowl XLIII i 2009. FOL står tilsyneladende for "Feel Our Love", som der også synget i omkvædet. Det er den sidste Smashing Pumpkins-sang, der er indspillet sammen med bandets originale trommeslager Jimmy Chamberlin, der i 2009 blev erstattet af Mike Byrne. 
Sangen blev brugt første gang af Hyundai i deres nyeste reklame under Super Bowl, og sangen fik i den forbindelse sin debut d. 1. februar 2009, hvor billeder fra Hyundai kørte over "FOL". Samme dag blev sangen udgivet gratis til download på Hyundais hjemmeside. 
FOL var også temasang på Total Nonstop Action Wrestlings (TNA) vigtigste pay-per-view-show, Bound for Glory 2010, der blev sendt live d. 10. oktober 2010. Tidligere har Smashing Pumpkins også bidraget med temamusikken til TNA's Lockdown 2009 med sangen "Bullet with Butterfly Wings". 
| Musik | Spire Denne musikartikel er en spire som bør udbygges. Du er velkommen til at hjælpe Wikipedia ved at udvide den. |

| Sport | Spire Denne artikel om sport er en spire som bør udbygges. Du er velkommen til at hjælpe Wikipedia ved at udvide den. |